# Барокко (ансамбль)
Камерный ансамбль «Барокко» — советский и российский ансамбль. Создан в 1968 году. Основателем и бессменным художественным руководителем является Народный артист РСФСР — Игорь Попков.
С момента основания коллектива его репертуар состоит из оригинальных и не исполнявшихся ранее старинных произведений, известных шедевров эпохи барокко. Представлены национальные музыкальные школы Европы XVII—XVIII веков, русская камерно-инструментальная музыка XVIII — начала XIX веков, музыка современных авторов, написанная специально для ансамбля.
Коллектив начал свою деятельность на базе Ярославской филармонии.
Первым в России начал выступать в музейном пространстве. С 1971 года, совместно с Ярославским художественным музеем устраивает концерты-сказки для детей и тематические концерты к выставкам музея.
С 1970 до 1991 года ансамбль «Барокко» активно сотрудничал с Госконцертом СССР и Союзконцертом. Посетил с гастролями все регионы страны и 34 страны мира.
Творческая дружба коллектива с народным артистом СССР Александром Ведерниковым и заслуженной артисткой России Натальей Герасимовой, позволила записать несколько дисков с романсами и песнями.